# Liv Signe Navarsete

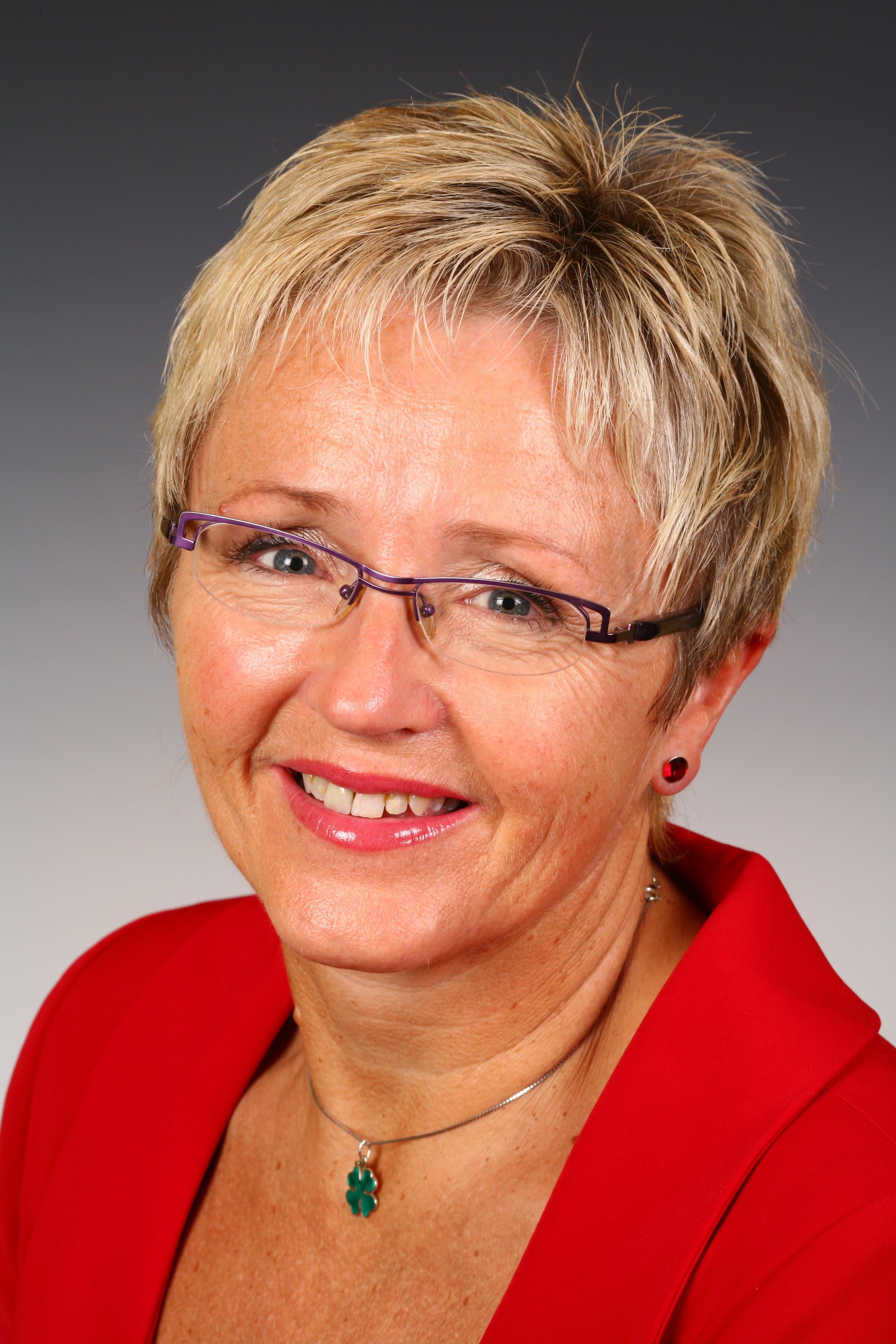
Liv Signe Navarsete (2009)

Liv Signe Hundere Navarsete (ur. 23 października 1958 w Sogndal) – norweska polityk, przewodnicząca Partii Centrum, w latach 2005–2009 minister transportu i komunikacji, od 2009 do 2013 minister samorządu terytorialnego i rozwoju regionalnego.

## Życiorys
W 1977 ukończyła szkołę średnią, w 1999 została absolwentką szkoły wyższej Høgskulen i Sogn og Fjordane. Pracowała w różnych branżach, w tym w sprzedaży. Zaangażowała się w działalność Partii Centrum. Zasiadała w radzie miejskiej w Sogndal (1991–1995) i Lærdal (2003–2005), była radną okręgu Sogn og Fjordane (1995–1999) i członkinią władz wykonawczych tej jednostki (1999–2003, 2003–2005). W 2001 po raz pierwszy została wybrana na deputowaną do Stortingu. Reelekcję do norweskiego parlamentu uzyskiwała w 2005 i w 2009. W 2005 została ministrem transportu i komunikacji w koalicyjnym rządzie Jensa Stoltenberga. W 2009 w gabinecie tegoż premiera przeszła na urząd ministra samorządu terytorialnego i rozwoju regionalnego. W międzyczasie w 2008 została przewodniczącą Partii Centrum (pełniła tę funkcję do 2014, gdy zastąpił ją Trygve Slagsvold Vedum). W 2013 utrzymała mandat poselski, kończąc urzędowanie na stanowisku ministra. W 2017 wybrana do parlamentu na kolejną kadencję. W 2022 objęła urząd gubernatora okręgu Vestland.